# Naturforschende Gesellschaft Schaffhausen
Die Naturforschende Gesellschaft Schaffhausen (NGSH) ist ein Verein in der Stadt Schaffhausen, der 1822 gegründet wurde, und Mitglied der Akademie der Naturwissenschaften Schweiz. 

## Verein
Der Zweck des Vereins ist es das Interesse an den Naturwissenschaften zu fördern; die Ziele des Naturschutzes sind darin eingeschlossen. Die naturforschende Gesellschaft bietet in ihrem Programm Vorträge, Besichtigungen im Winterhalbjahr und Exkursionen im Sommer.
Der Verein unterhält die Sternwarte Schaffhausen und beteiligt sich aktiv an den naturkundlichen Sammlungen des Museums zu Allerheiligen.
Die Mitgliederschaft des Vereins ist traditionell international zusammengesetzt. Dem Verein gehören und gehörten neben ambitionierten Laien und Heimatforschern auch Akademiker, Ingenieure, Ärzte, namhafte Wissenschaftler und weitere Persönlichkeiten an.

## Publikationen
Im Neujahrsblatt der Naturforschenden Gesellschaft Schaffhausen und in den Mitteilungen der NGSH erscheinen naturwissenschaftliche Arbeiten, die vorrangig die Heimatregion behandeln.

## Vorträge (Auswahl)
- 2015 in der Kantonsschule Schaffhausen, Referenten: Sigmund Jähn, Gottfried Schatz, Kurt Bänteli und weitere.

## Mitglieder

### Ehrenmitglieder (Auswahl)
- Eberhard Ackerknecht (1883–1968)
- Otto Jaag (1900–1978)
- Friedrich Ris (1867–1931)
- Ferdinand Schalch (1848–1918)
- Eugen Wegmann (1896–1982)

### Ehemalige Mitglieder (Auswahl)
- Karl Asal (1859–1929)
- Johann Conrad Fischer (1773–1854)
- Hans Frauenfelder (1922–2022)
- Hermann Frey (1844–1928)
- Fritz Hockenjos (1909–1995)
- Friedrich Kiefer (1897–1985)
- Ernst Schüz (1901–1991)
- Carl Troll (1899–1975)

## Weblink
- Internetauftritt der Naturforschenden Gesellschaft Schaffhausen